# 峨嵯山站
峨嵯山站（：／ Achasan yeok */?）副站名兒童大公園後門（어린이대공원후문），是首都圈電鐵5號線沿線的一座地下車站，位於韓國首爾特別市廣津區陵洞。

## 車站結構
車站大廳位於地下1、2樓，月台層則位於地下3樓。
站體為2面2線曲線式設計側式月台的地下車站，候車月台設有月台幕門，並有5處出口。

### 月台配置
| 君子 ↑   |
| \| 上    |
| ↓ 廣渡口 |

| 月台 | 路線             | 目的地                                     |
| ---- | ---------------- | ------------------------------------------ |
| 上行 | ●首都圈電鐵5號線 | 君子、忠正路、雨裝山、傍花方向             |
| 下行 | ●首都圈電鐵5號線 | 廣渡口、千戶、上一洞、河南黔丹山、馬川方向 |

## 歷史
- 1995年11月15日：落成啟用。

## 車站周邊
- 峨嵯山
- 景福初等學校
- 仙和藝術中學
- 仙和藝術高校
- 韓國腦病變障礙患者人權協會
- 正立會館
- 兒童大公園（朝鲜语：어린이대공원 (서울)）後門
- 環球藝術中心（朝鲜语：유니버설 아트센터）
- 儂特利峨嵯山店
- Dunkin' Donuts峨嵯山店
- 首爾廣津警察署
- 世宗網路大學（朝鲜语：세종사이버대학교）朱蒙館
- 韓國農業協會峨嵯山站支社

## 圖片

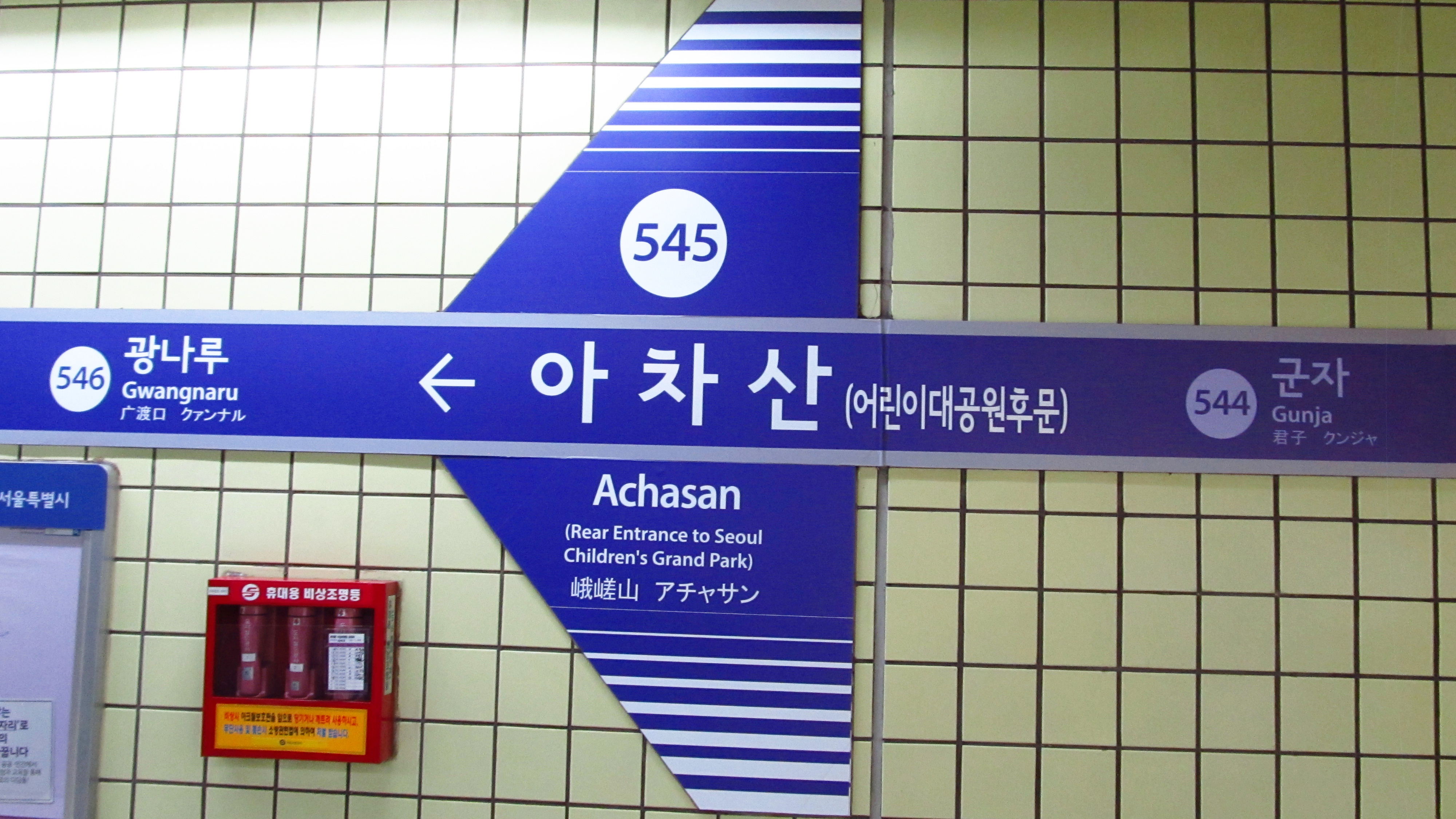
站名牌
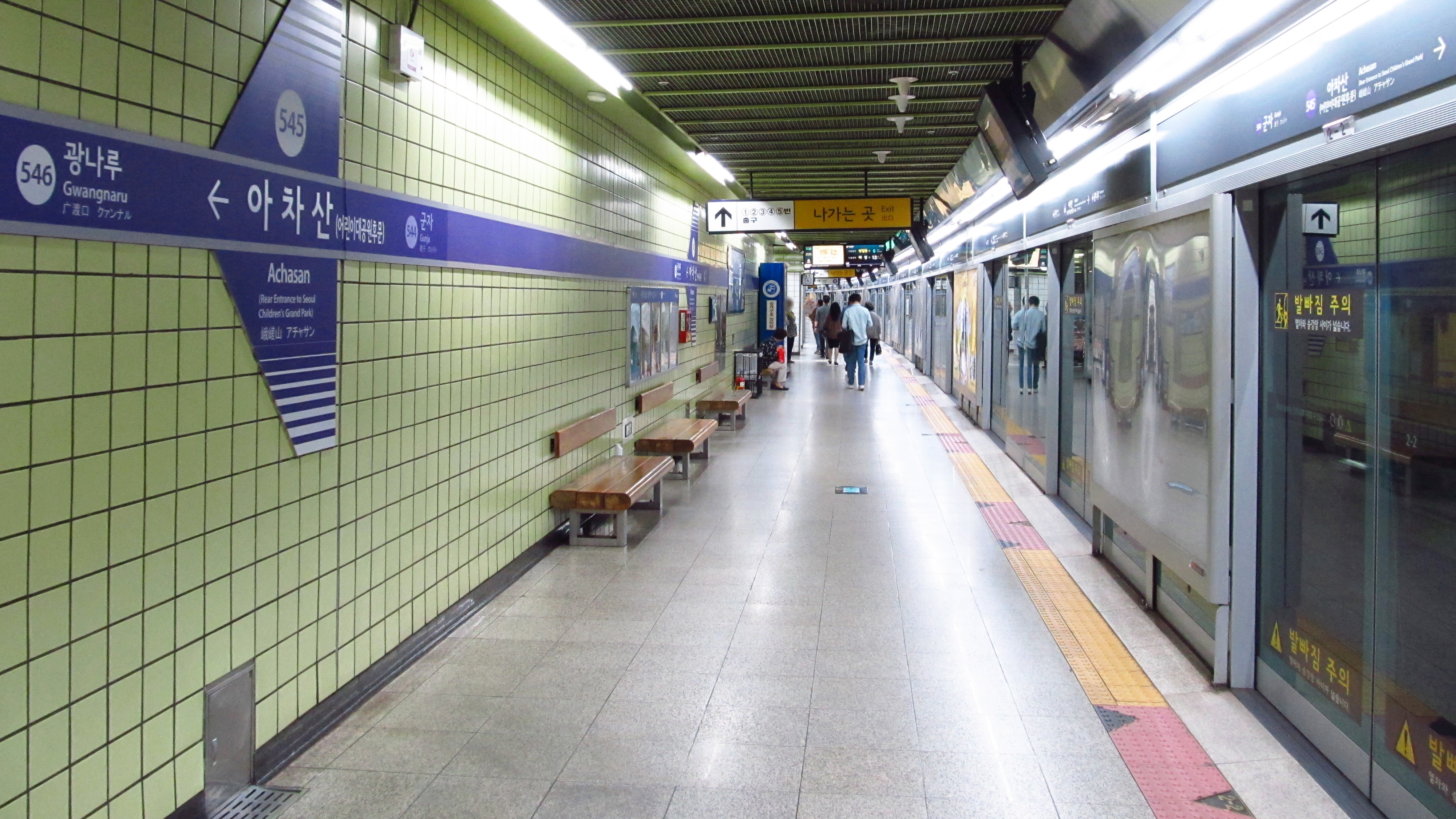
候車月台
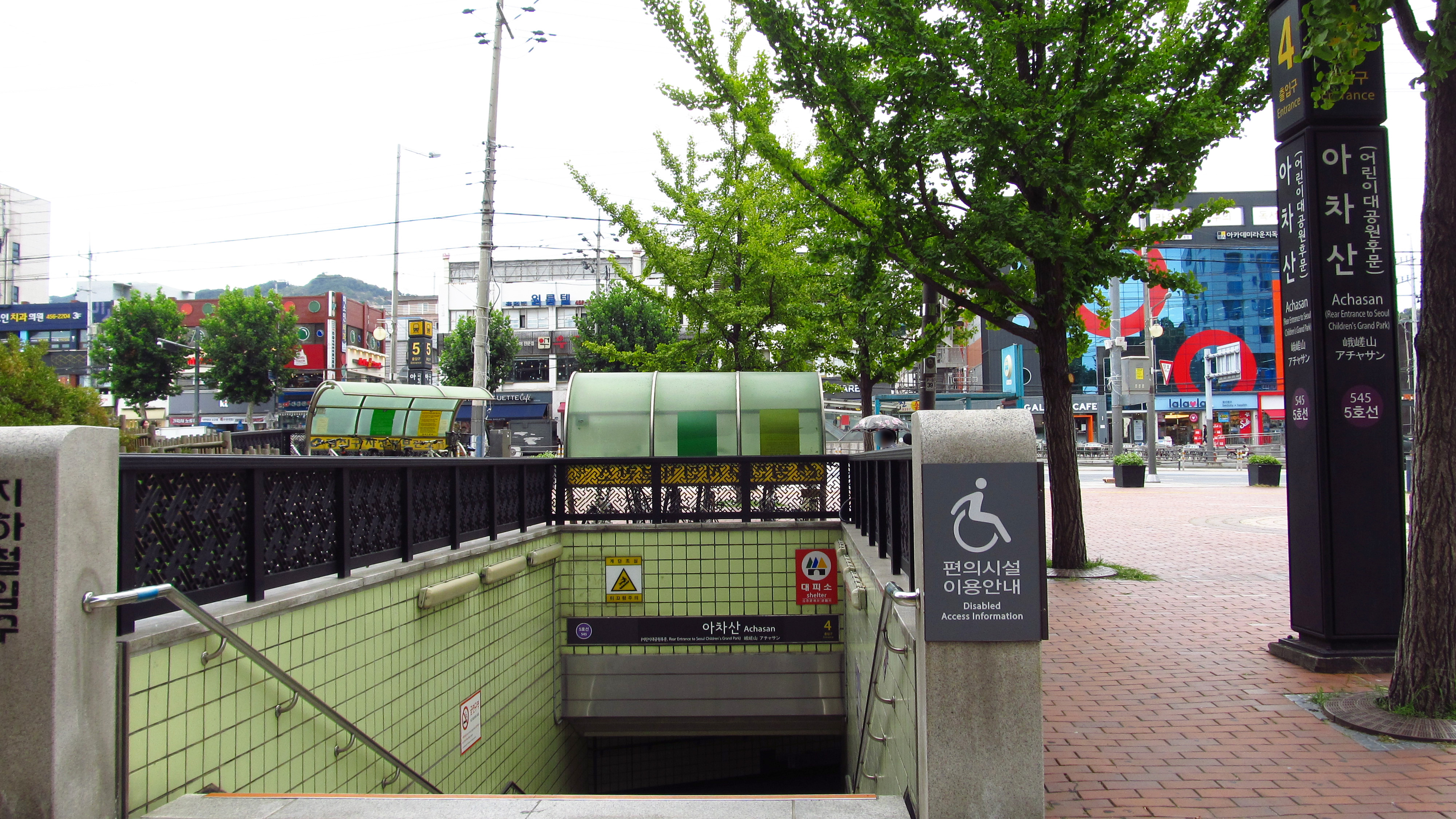
4號出口
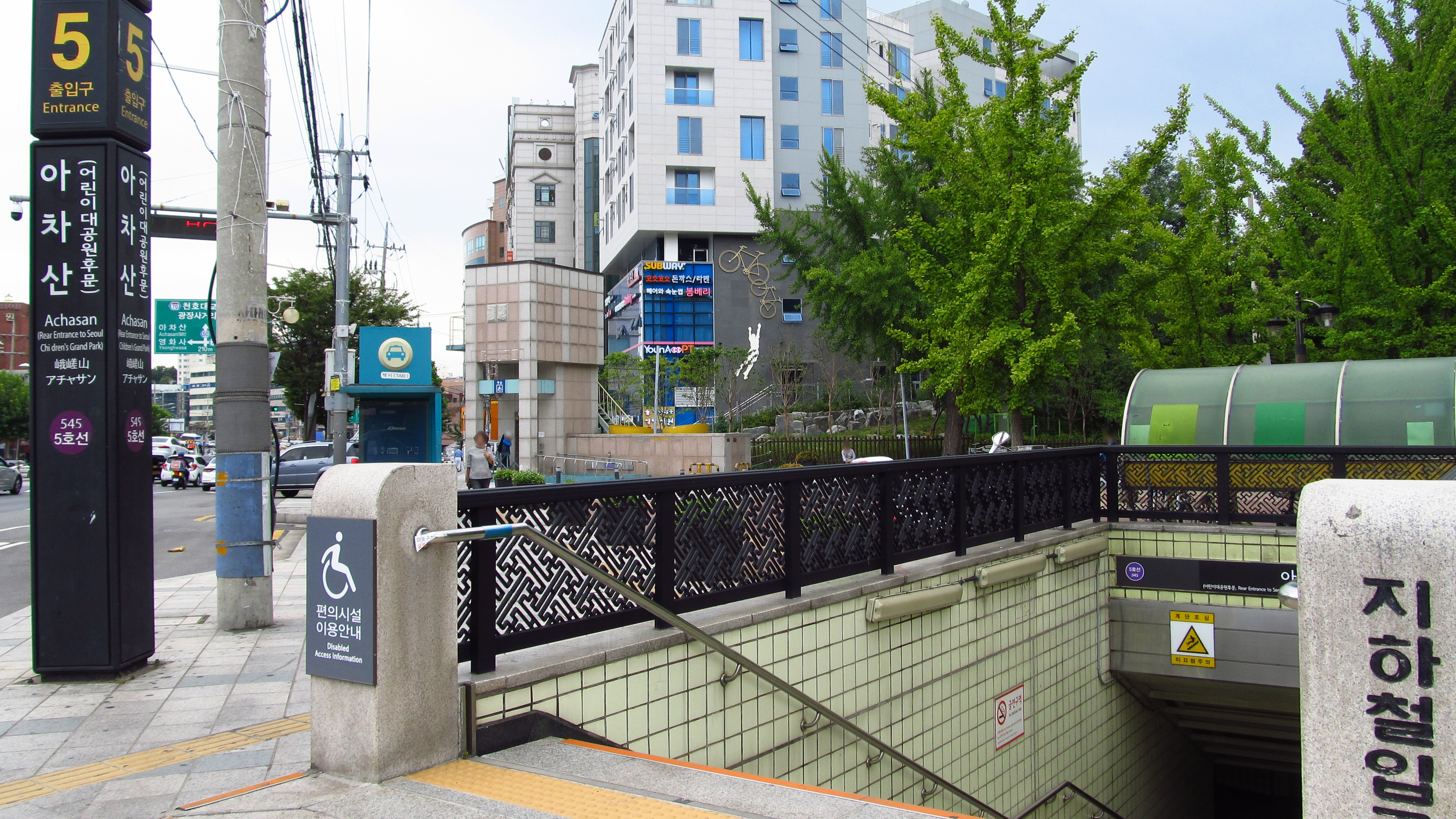
5號出口

## 相鄰車站
首爾交通公社
●首都圈電鐵5號線
君子（544）－峨嵯山（545）－廣渡口（546）